# Beach Park (Illinois)
Beach Park é uma vila localizada no estado americano de Illinois, no Condado de Lake.

## Demografia
Segundo o censo americano de 2000, a sua população era de 10.072 habitantes. 
Em 2006, foi estimada uma população de 12.942, um aumento de 2870 (28.5%).

## Geografia
De acordo com o United States Census Bureau tem uma área de 
16,6 km², dos quais 16,6 km² cobertos por terra e 0,0 km² cobertos por água.

## Localidades na vizinhança
O diagrama seguinte representa as localidades num raio de 12 km ao redor de Beach Park. 